# Marcel Strýko
Marcel Strýko (22. června 1955 Zborov – 3. prosince 1994 Košice) byl slovenský umělec, filosof, disident a politik, osobnost sametové revoluce v listopadu 1989 v Košicích.

## Život

### Dětství a dospívání
Narodil se ve Zborově v okrese Bardejov. Jeho rodiči byli voják z povolání Imrich Strýko a učitelka Božena Strýková (roz. Bullová).
Rodina se přestěhovala do Košic, kde absolvoval základní školu. Byl přijat na Střední průmyslovou školu elektrotechnickou. Během studia se jeho rodiče rozvedli. V roce 1972 začal malovat a roku 1974 maturoval. Nastoupil na povinnou vojenskou službu, kde dospěl k odhodlání nepřijímat rozkazy, což vedlo ke krátkodobé psychiatrické hospitalizaci a k předčasnému návratu do civilu. Později pracoval jako technik v Československé televizi v Košicích.

### Disent
V roce 1977 se mu podařilo vycestovat do Francie a po návratu založil skupinu Nace (Lesní zpěváci), pro kterou psal texty písní. Aktivně se účastnil na psaní a vydávání samizdatového sborníku Trinásta komnata (I – IV, 1978–1980), který vycházel v nákladu 30 kusů.
I když byl silně věřící, nenapojil se na bratislavský katolický disent, ale přes českou undergroundovou scénu na skupinu pražských disidentů. Od roku 1980 byl v úzkém kontaktu s Egonem Bondym a se skupinou mladých autorů a umělců z Košic a Prahy. Účastnil se bytových seminářů pod vedením Milana Balabána, Egona Bondyho a Milana Machovce. Komunikoval s představiteli Výboru na obranu nespravedlivě stíhaných Petrem Uhlem a Václavem Havlem. Setkal se i s Františkem kardinálem Tomáškem. Aktivně rozmnožoval a šířil samizdatová díla, v Košicích pořádal neformální výstavy a filosofické semináře. Své filosofické úvahy vydával samostatně ve strojopisu v nákladu 8–10 kusů, některé z nich se objevily i v rámci různych samizdatových sborníků. V samizdatech uveřejňoval i svou poezii a též eseje na společenská a umělecká témata.
V roce 1981 se oženil s Erikou Kordíkovou a roku 1984 se jim narodil syn Martin.
Roku 1987 byl účastníkem fóra Charty 77, za což byl propuštěn z televize a následně pracoval jako traťový dělník na železnici. Byl terčem Státní bezpečnosti, která se ho snažila zastrašit. Celkem absolvoval 282 výslechů.

### Porevoluční působení
V roce 1990 byl spoluzakladatelem Občanského fóra v Košicích, stal se kooptovaným poslancem SNR a místopředsedou Slovenské rady VPN. V prvních polistopadových volbách mandát poslance SNR obhájil a pracoval v branně-bezpečnostním výboru. Ve VPN byl členem republikové rady a předsednictva.
V parlamentních volbách v roce 1992 kandidoval za Občanskou demokratickou unii, ve které byl členem vedení. Do parlamentu sa však nedostal. Začal pracovat jako zástupce ředitele obchodní firmy.
Výrazně se zasazoval proti rozdělení Československa. V roce 1993 z důvodu nenaplnění jeho představ o tom, kam se měla po sametové revoluci ubírat společnost, upadl do hluboké deprese.
V květnu 1994 byl obětí útoku, který připisoval svému předcházejícímu působení v politice a upozorňování na pro něho nepřijatelné způsoby Vladimíra Mečiara. V průběhu roku byl vícekrát hospitalizován. V listopadu byl na vlastní žádost propuštěn z nemocnice. Zemřel na vykrvácení po prasknutí jícnových žil někdy mezi 3. a 5. prosincem. Protože v této době žil sám, přesný čas smrti není znám.
V roce 2012 byl in memoriam oceněn občanskou cenou Biela vrana za trvalý přínos pro svobodnou demokratickou společnost.

## Dílo (výběr)
- My a spoločnosť. In: Trinásta komnata I, samizdat, Košice, 1978
- Imanentnou súčasťou našej filozofie je... Egocentrizmus – aegoizmus. Vesmír hýbe pevným bodom. In: Trinásta komnata II, samizdat, Košice, 1979
- O neexistencii hmoty. Piaty rozmer. In: Trinásta komnata III., samizdat, Košice, 1980 (též v LESŇÁK, R: Listy z podzemia. Bratislava, 1998, s. 204 – 205)
- Sloboda alebo danosť. In: Trinásta komnata IV, samizdat, Košice, 1980
- Hudba a Nace, samizdat, Košice, 1980
- Poéma o skvelej perspektíve ľudstva, rukopis, 1982
- Nárys problému kauzality bez substancie, samizdat, Košice, 1983
- Čím nás dnes môže osloviť Aurelius Augustus, samizdat, Košice, 1984
- Medzi smrťou a lžou, Knižná dielňa Timotej, Košice, 1996, editor Erik Groch (posmrtné vydání šesti esejí).
- Za vlastný život, Košice, Nadácia Slavomíra Stračára, 1996 (soubor esejí, úvah a vzpomínek).